# Гуперс-Крік (Північна Кароліна)
Гуперс-Крік (англ. Hoopers Creek) — переписна місцевість (CDP) в США, в окрузі Гендерсон штату Північна Кароліна. Населення — 1074 особи (2020).

## Географія
Гуперс-Крік розташований за координатами 35°26′42″ пн. ш. 82°26′8″ зх. д. / 35.44500° пн. ш. 82.43556° зх. д. (35.444918, -82.435624).  За даними Бюро перепису населення США в 2010 році переписна місцевість мала площу 18,07 км², з яких 18,04 км² — суходіл та 0,03 км² — водойми.

## Демографія
Згідно з переписом 2010 року, у переписній місцевості мешкало 1056 осіб у 437 домогосподарствах у складі 315 родин. Густота населення становила 58 осіб/км².  Було 475 помешкань (26/км²).
Расовий склад населення:
| - 96,4 % — білих - 0,5 % — корінних американців - 0,5 % — чорних або афроамериканців - 0,3 % — азіатів |

До двох чи більше рас належало 2,0 %. Частка іспаномовних становила 2,1 % від усіх жителів.
За віковим діапазоном населення розподілялося таким чином: 22,2 % — особи молодші 18 років, 63,9 % — особи у віці 18—64 років, 13,9 % — особи у віці 65 років та старші. Медіана віку мешканця становила 41,4 року. На 100 осіб жіночої статі у переписній місцевості припадало 95,6 чоловіків;  на 100 жінок у віці від 18 років та старших — 92,5 чоловіків також старших 18 років.
Середній дохід на одне домашнє господарство  становив 65 007 доларів США (медіана — 52 244), а середній дохід на одну сім'ю — 73 323 долари (медіана — 61 534). За межею бідності перебувало 4,5 % осіб, у тому числі 8,2 % дітей у віці до 18 років та 0,0 % осіб у віці 65 років та старших.
Цивільне працевлаштоване населення становило 645 осіб. Основні галузі зайнятості: виробництво — 35,8 %, освіта, охорона здоров'я та соціальна допомога — 18,3 %, роздрібна торгівля — 15,2 %.